# Marek Maślaniec
Marek Maślaniec (ur. 11 marca 1979 w Niepołomicach) – polski rzeźbiarz, absolwent Akademii Sztuk Pięknych im. Jana Matejki w Krakowie.

## Życiorys
W 1999 roku ukończył Państwowe Liceum Sztuk Plastycznych w Krakowie. W latach 2001–2006 studiował na Akademii Sztuk Pięknych im. Jana Matejki w Krakowie w pracowni prof. Bogusza Salwińskiego. W 2019 otrzymał medal „Pro Patria”.

## Realizacje i projekty
- pomnik Kazimierza Górskiego przy Stadionie Narodowym w Warszawie[1],
- pomnik Józefa Piłsudskiego w Zamościu[2],
- pomnik Danuty Siedzikówny w Gruszkach[3],
- pomnik króla Kazimierza Wielkiego w Niepołomicach,
- pomnik Macieja Miechowity w Krakowie (2004)
- kopia rzeźby Diany Wersalskiej w Parku Miejskim w Prudniku,
- cykl rzeźb górników w Wieliczce,
- pomnik Dziecka Nienarodzonego w Bochni,
- ławeczka Hrabiego Maurycego w Jaworzu[4]
- ławeczka Elwiry Kamińskiej w Koszęcinie[5]
- ławeczka prof. Stanisława Hadyny w Koszęcinie (2006), w Wiśle (2010), w Siewierzu (2019).

Jako współautor z żoną Agnieszką Świerzowicz-Maślaniec:
- pomnik Żołnierzy Batalionów Chłopskich i Ludowego Związku Kobiet w Warszawie (2019)[7],
- pomnik Królowej Jadwigi w Inowrocławiu (2011),
- pomnik Jana Pawła II w Los Alamos w Stanach Zjednoczonych (2011),
- ławeczka Akiby Rubinsteina w Polanicy Zdroju (2010)
- rzeźba Siewierzanek w Siewierzu (2009)[8],
- pomnik Tadeusza Nalepy w Rzeszowie (2009).

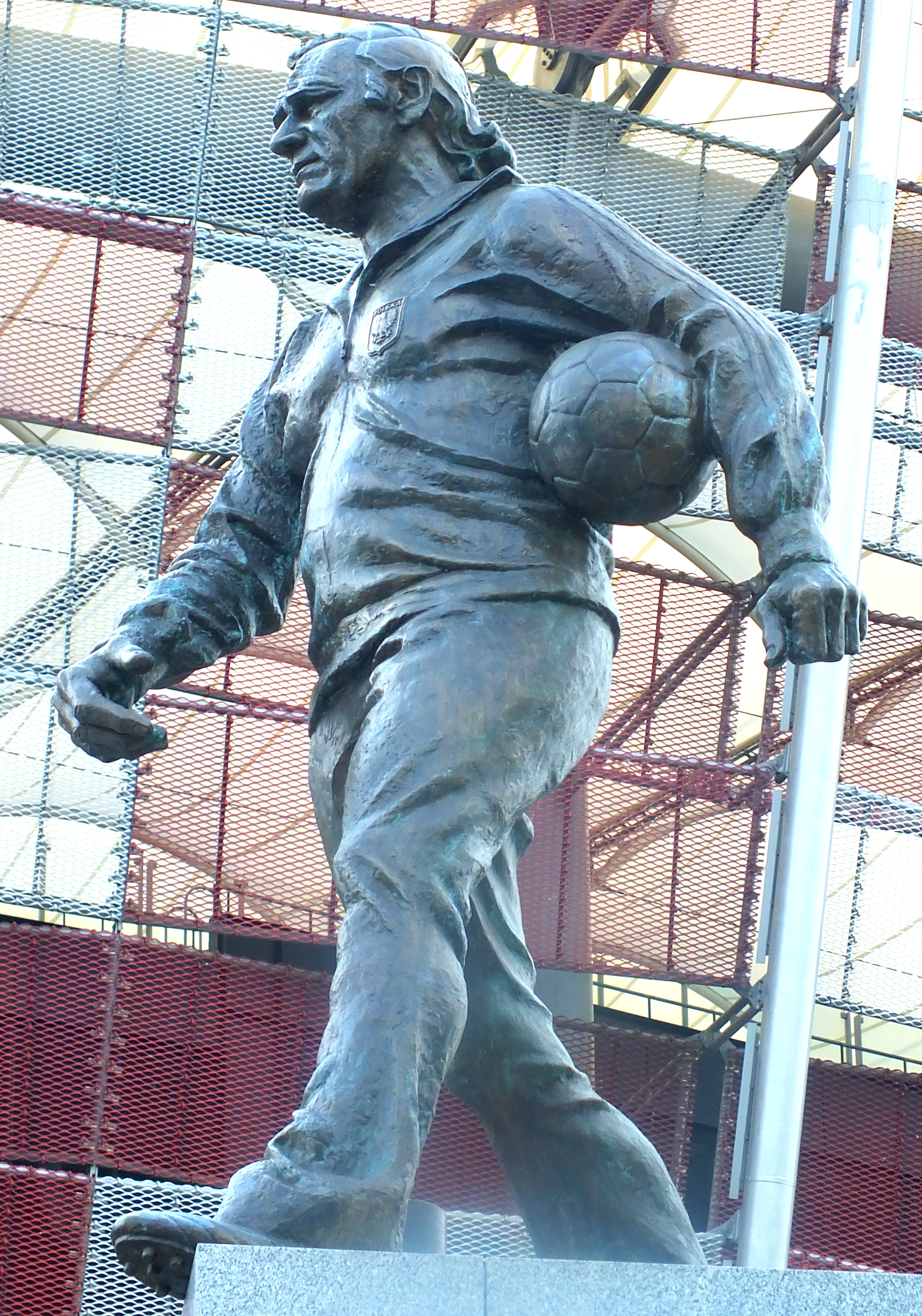
Pomnik Kazimierza Górskiego pod Stadionem Narodowym w Warszawie
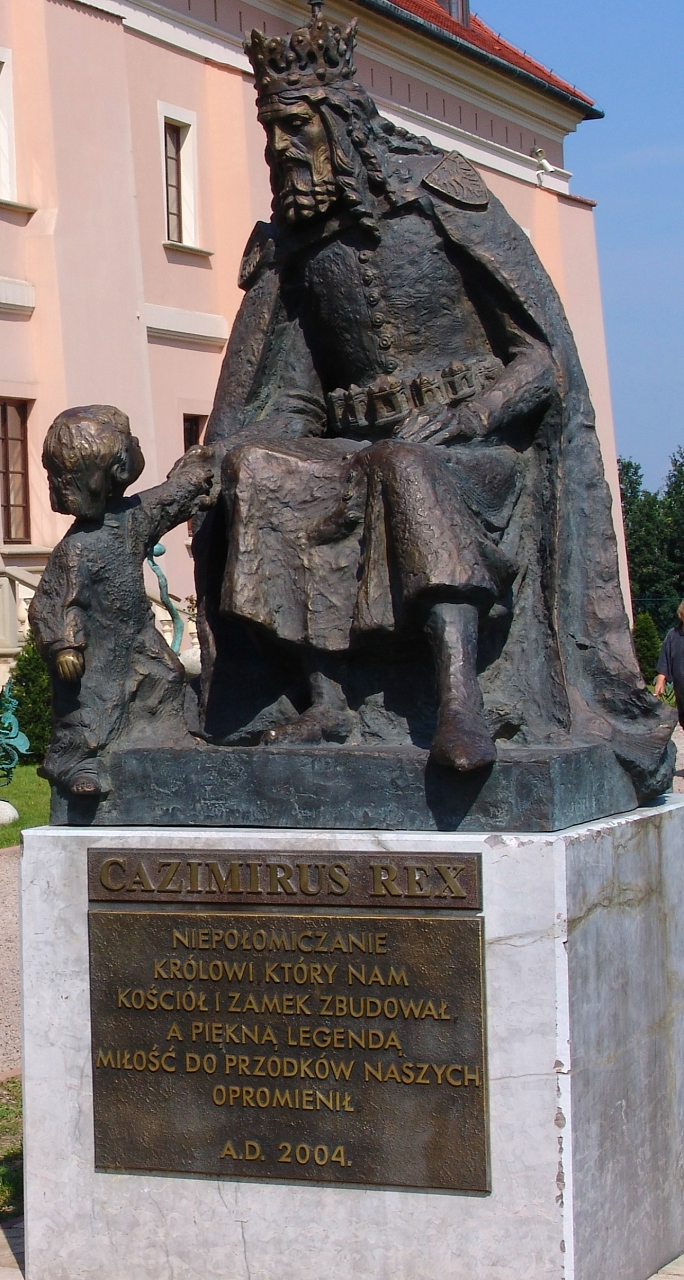
Pomnik Kazimierza III Wielkiego w Niepołomicach
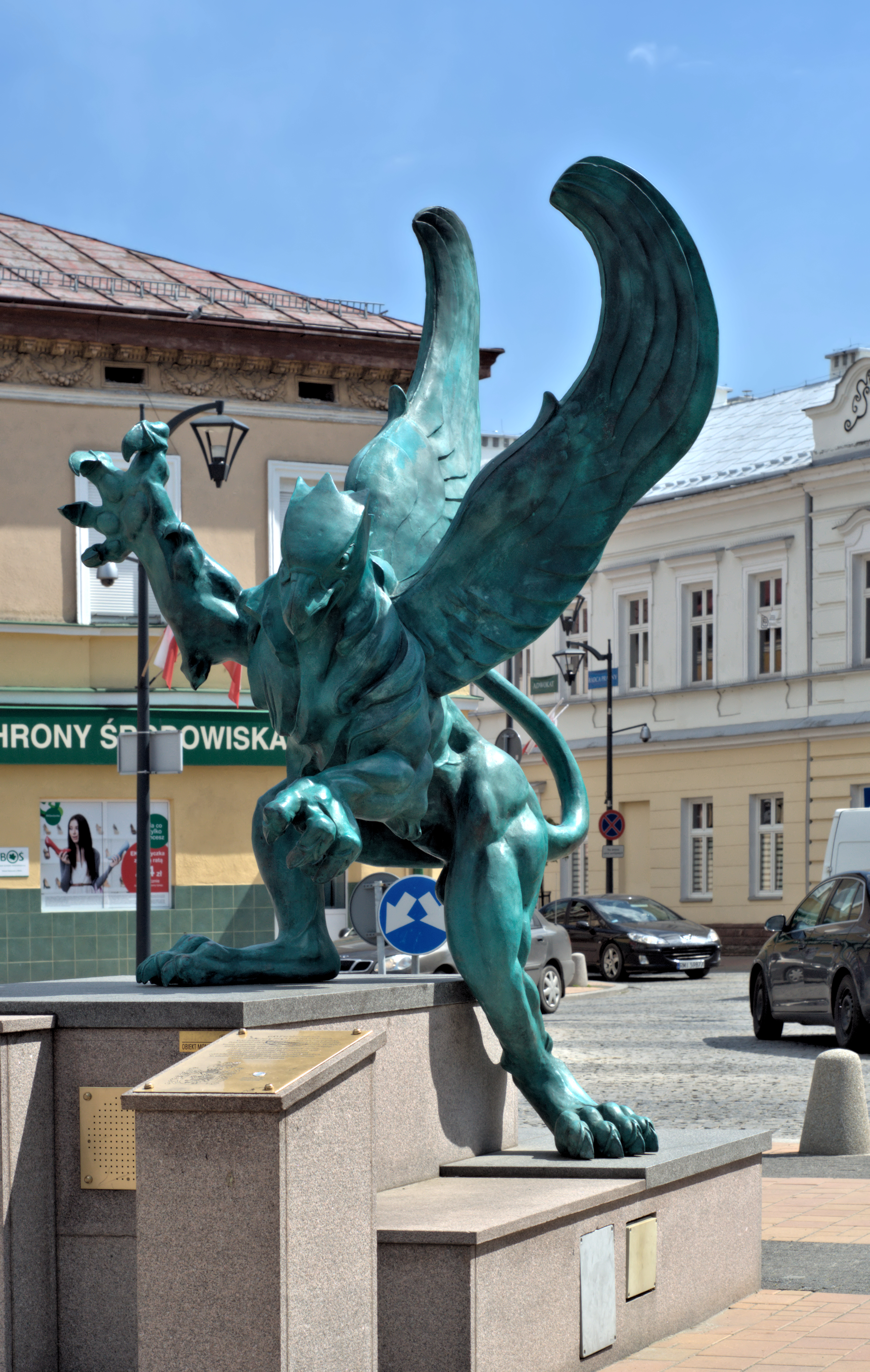
Rzeźba gryfa w Mielcu
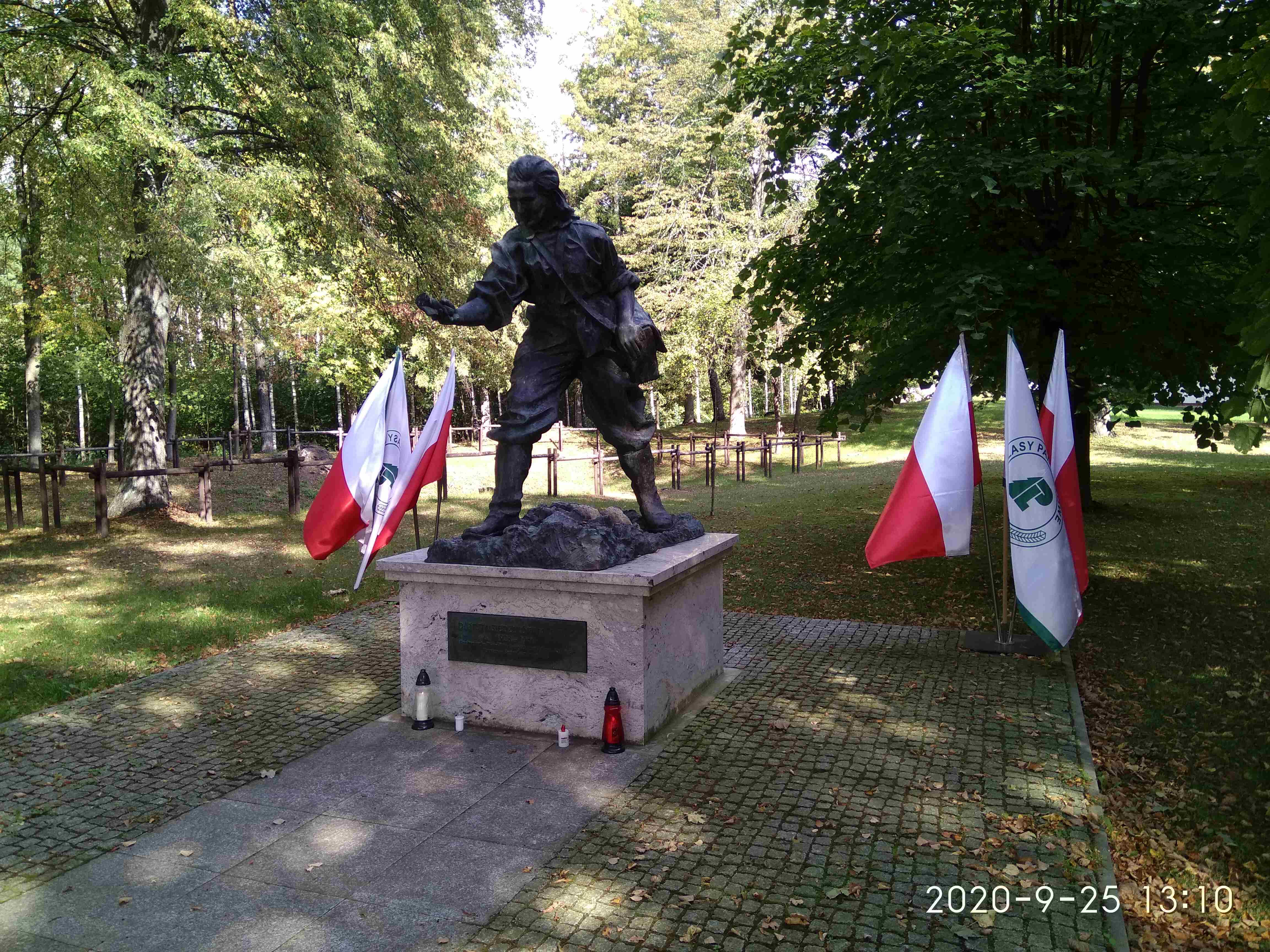
Pomnik Danuty Siedzikówny „Inki” w Gruszkach
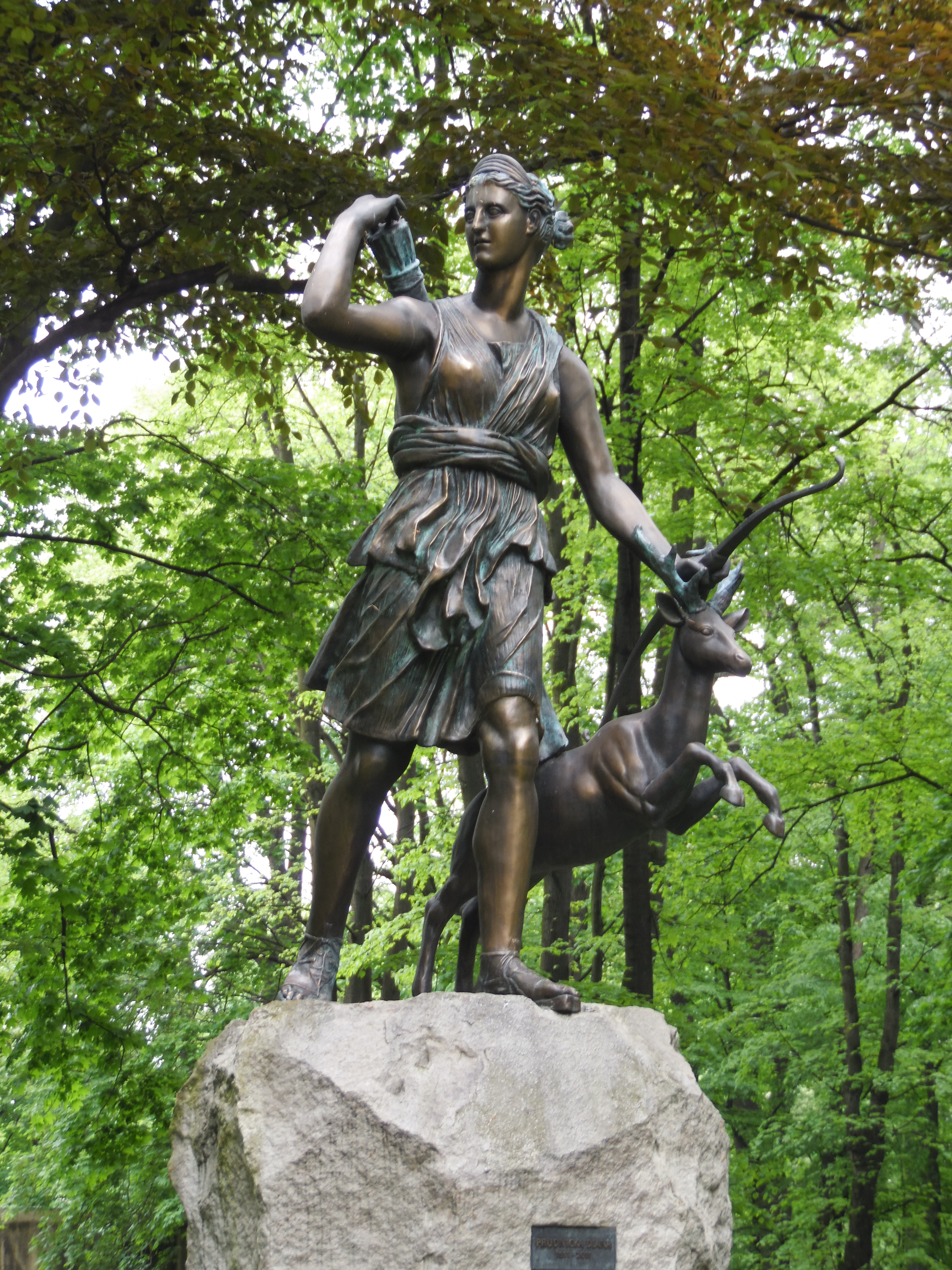
Kopia rzeźby Diany Wersalskiej w Prudniku
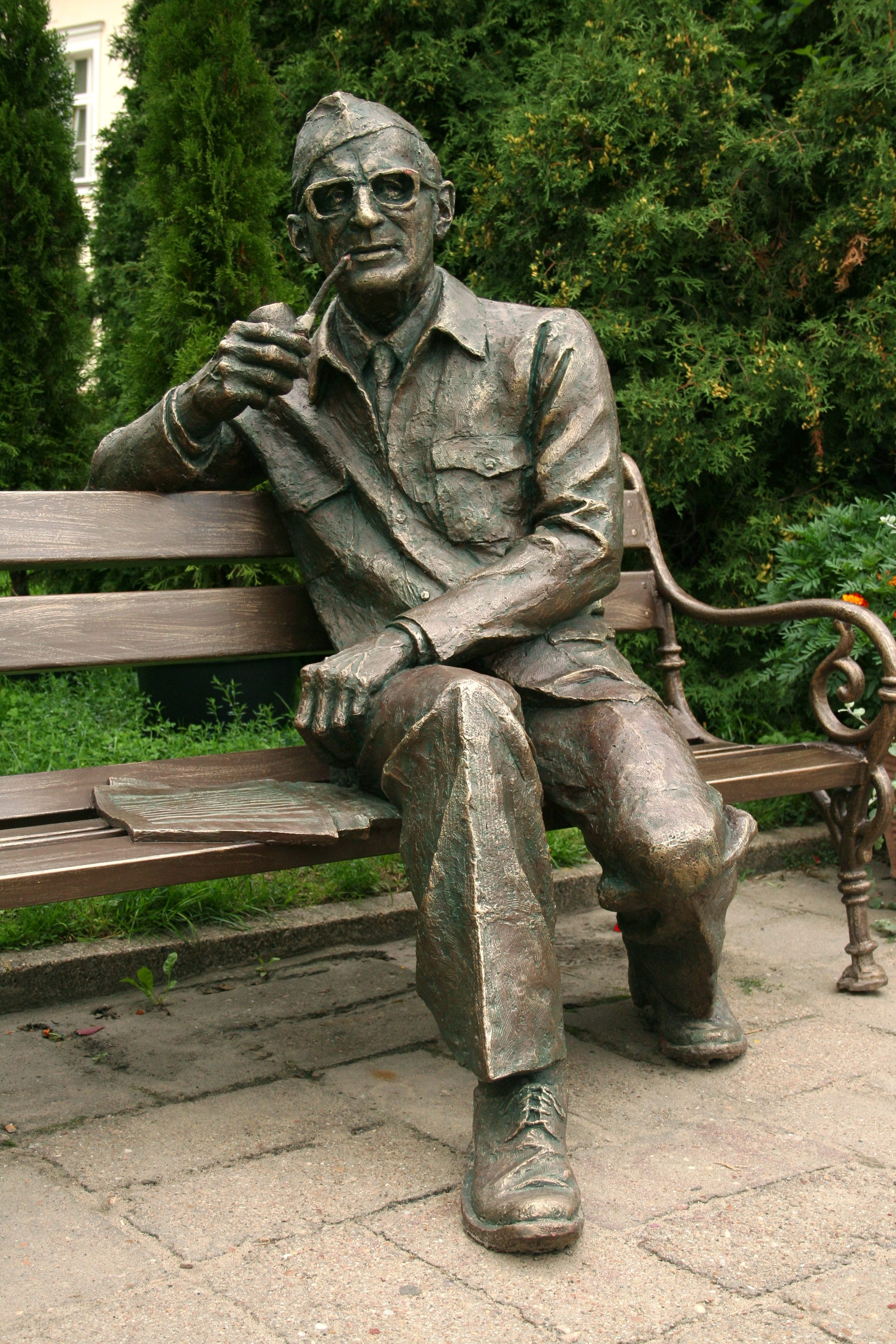
Ławeczka Stanisława Hadyny w Koszęcinie
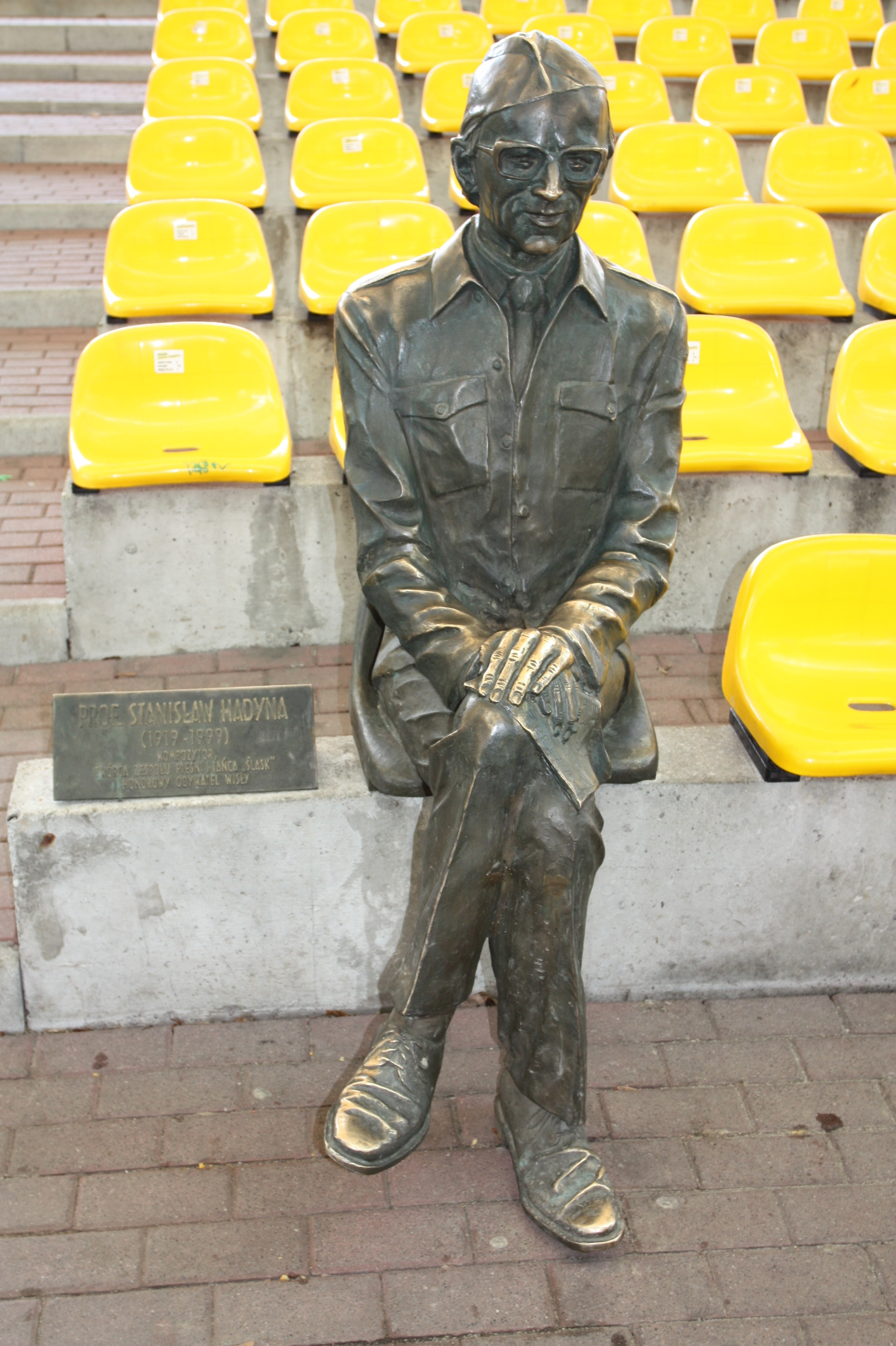
Ławeczka Stanisława Hadyny w Wiśle
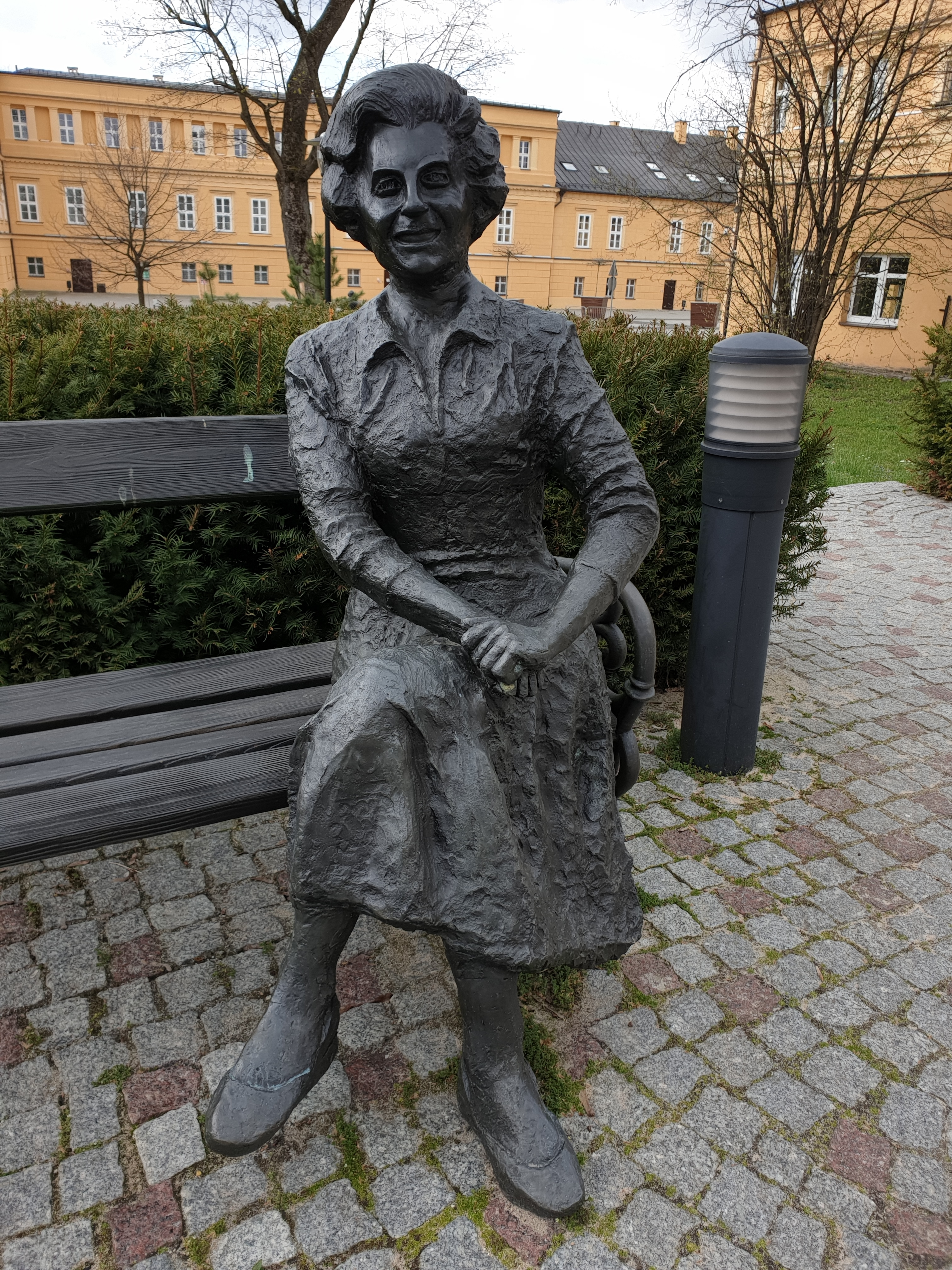
Ławeczka Elwiry Kamińskiej w Koszęcinie

## Odznaczenia
- Krzyż pamiątkowy 75 lat Batalionów Chłopskich (2016)”
- Medal „Pro Patria” (2019)